# Deens voetbalelftal in 1980
Het Deens voetbalelftal speelde negen officiële interlands in het jaar 1980, waaronder vier duels in de kwalificatiereeks voor het WK voetbal 1982 in Spanje. De selectie stond onder leiding van de Duitse bondscoach Sepp Piontek.

## Balans
| Wedstrijden | Wedstrijden | Wedstrijden | Wedstrijden | Doelpunten | Doelpunten | Doelpunten | Punten |
| Gespeeld    | Winst       | Gelijk      | Verlies     | Voor       | Tegen      | Saldo      | Punten |
| ----------- | ----------- | ----------- | ----------- | ---------- | ---------- | ---------- | ------ |
| 9           | 3           | 2           | 4           | 12         | 11         | +1         | 0.889  |

## Interlands
|                                                  |        |                     |            |                                                                                       |
| 7 mei Vriendschappelijk № 422 «onderlinge duels» | Zweden | 0 – 1               | Denemarken | Ullevi Stadion, Göteborg Toeschouwers: 20.179 Scheidsrechter: Reidar Bjørnestad (NOR) |
| 7 mei Vriendschappelijk № 422 «onderlinge duels» |        | 13' Jens Steffensen |            | Ullevi Stadion, Göteborg Toeschouwers: 20.179 Scheidsrechter: Reidar Bjørnestad (NOR) |

|                                                   |                                     |       |                                          |                                                                                       |
| 21 mei Vriendschappelijk № 423 «onderlinge duels» | Denemarken                          | 2 – 2 | Spanje                                   | Idrætsparken, Kopenhagen Toeschouwers: 23.998 Scheidsrechter: Walter Eschweiler (FRG) |
| 21 mei Vriendschappelijk № 423 «onderlinge duels» | Allan Simonsen 53' Lars Bastrup 61' |       | 9' Enrique Saura 71' José Ramón Alexanko | Idrætsparken, Kopenhagen Toeschouwers: 23.998 Scheidsrechter: Walter Eschweiler (FRG) |

|                                                   |                                                                     |       |                       |                                                                                   |
| 4 juni Vriendschappelijk № 424 «onderlinge duels» | Denemarken                                                          | 3 – 1 | Noorwegen             | Idrætsparken, Kopenhagen Toeschouwers: 22.000 Scheidsrechter: Gerard Geurds (NED) |
| 4 juni Vriendschappelijk № 424 «onderlinge duels» | Benny Nielsen 69' (pen.) Frank Arnesen 71' Preben Elkjær Larsen 76' |       | 21' Stein Kollshaugen | Idrætsparken, Kopenhagen Toeschouwers: 22.000 Scheidsrechter: Gerard Geurds (NED) |

|                                                    |                                           |       |            |                                                                                                  |
| 12 juli Vriendschappelijk № 425 «onderlinge duels» | Sovjet-Unie                               | 2 – 0 | Denemarken | Olympisch Stadion Loezjniki, Moskou Toeschouwers: 45.000 Scheidsrechter: Velichko Tsonchev (BUL) |
| 12 juli Vriendschappelijk № 425 «onderlinge duels» | Fjodor Tsjerenkov 58' Valeri Gazzajev 76' |       |            | Olympisch Stadion Loezjniki, Moskou Toeschouwers: 45.000 Scheidsrechter: Velichko Tsonchev (BUL) |

|                                                        |                       |       |                  |                                                                                                  |
| 27 augustus Vriendschappelijk № 426 «onderlinge duels» | Zwitserland           | 1 – 1 | Denemarken       | Stade Olympique de la Pontaise, Lausanne Toeschouwers: 8.000 Scheidsrechter: Heinz Fahnler (AUT) |
| 27 augustus Vriendschappelijk № 426 «onderlinge duels» | Hans-Jörg Pfister 58' |       | 24' Lars Bastrup | Stade Olympique de la Pontaise, Lausanne Toeschouwers: 8.000 Scheidsrechter: Heinz Fahnler (AUT) |

|                                                       |                                              |       |                         |                                                                                        |
| 27 september WK-kwalificatie № 427 «onderlinge duels» | Joegoslavië                                  | 2 – 1 | Denemarken              | Bežigrad Stadion, Ljubljana Toeschouwers: 20.000 Scheidsrechter: António Garrido (POR) |
| 27 september WK-kwalificatie № 427 «onderlinge duels» | Dragan Pantelić 18' (pen.) Zoran Vujović 37' |       | 6' (pen.) Frank Arnesen | Bežigrad Stadion, Ljubljana Toeschouwers: 20.000 Scheidsrechter: António Garrido (POR) |

|                                                     |            |                  |             |                                                                                    |
| 15 oktober WK-kwalificatie № 428 «onderlinge duels» | Denemarken | 0 – 1            | Griekenland | Idrætsparken, Kopenhagen Toeschouwers: 45.700 Scheidsrechter: Éamonn Farrell (IRL) |
| 15 oktober WK-kwalificatie № 428 «onderlinge duels» |            | 50' Ntinos Kouis |             | Idrætsparken, Kopenhagen Toeschouwers: 45.700 Scheidsrechter: Éamonn Farrell (IRL) |

|                                                     |                                              |       |            |                                                                                   |
| 1 november WK-kwalificatie № 429 «onderlinge duels» | Italië                                       | 2 – 0 | Denemarken | Olympisch Stadion, Rome Toeschouwers: 49.500 Scheidsrechter: Belaïd Lacarne (ALG) |
| 1 november WK-kwalificatie № 429 «onderlinge duels» | Francesco Graziani 5' Francesco Graziani 50' |       |            | Olympisch Stadion, Rome Toeschouwers: 49.500 Scheidsrechter: Belaïd Lacarne (ALG) |

|                                                      |                                                                                        |       |           |                                                                                 |
| 19 november WK-kwalificatie № 430 «onderlinge duels» | Denemarken                                                                             | 4 – 0 | Luxemburg | Idrætsparken, Kopenhagen Toeschouwers: 10.500 Scheidsrechter: Clive White (ENG) |
| 19 november WK-kwalificatie № 430 «onderlinge duels» | Frank Arnesen 13' Frank Arnesen 41' (pen.) Preben Elkjær Larsen 57' Allan Simonsen 71' |       |           | Idrætsparken, Kopenhagen Toeschouwers: 10.500 Scheidsrechter: Clive White (ENG) |

## Statistieken
| Ole Qvist            | 1950-02-25 | KB Kopenhagen     | 6 | 0 | 0 |    |   |
| Ole Kjær             | 1954-08-16 | Esbjerg fB        | 3 | 1 | 0 | 13 | 0 |
| Verdediging          |            |                   |   |   |   |    |   |
| Jens Steffensen      | 1950-08-04 | Arminia Bielefeld | 7 | 0 | 1 | 9  | 1 |
| Ole Rasmussen        | 1952-03-19 | Odense BK         | 7 | 0 | 0 |    |   |
| Per Røntved          | 1949-01-27 | Randers Freja     | 6 | 1 | 0 |    |   |
| Morten Olsen         | 1949-08-14 | RSC Anderlecht    | 5 | 0 | 0 |    |   |
| Frank Olsen          | 1952-01-20 | Aarhus GF         | 4 | 0 | 0 | 7  | 0 |
| Søren Busk           | 1953-04-10 | MVV Maastricht    | 2 | 0 | 0 |    |   |
| Poul Andersen        | 1953-11-28 | Odense BK         | 2 | 0 | 0 | 3  | 0 |
| Ivan Nielsen         | 1956-10-09 | Feyenoord         | 1 | 0 | 0 |    |   |
| Ole Madsen           | 1958-11-14 | Esbjerg fB        | 1 | 0 | 0 |    |   |
| Peter Hertz          | 1954-12-18 | Boldklubben 1893  | 0 | 1 | 0 |    |   |
| Middenveld           |            |                   |   |   |   |    |   |
| Jens Jørn Bertelsen  | 1952-02-15 | Esbjerg fB        | 8 | 0 | 0 |    |   |
| Frank Arnesen        | 1956-09-30 | Ajax Amsterdam    | 5 | 0 | 4 |    |   |
| Søren Lerby          | 1958-02-01 | Ajax Amsterdam    | 5 | 0 | 0 |    |   |
| Sten Ziegler         | 1950-05-30 | Ajax Amsterdam    | 4 | 0 | 0 |    |   |
| Klaus Nørregaard     | 1952-10-04 | KB Kopenhagen     | 3 | 1 | 0 |    |   |
| Kim Sander           | 1956-07-14 | Aarhus GF         | 2 | 0 | 0 |    |   |
| Jan Sørensen         | 1955-05-14 | Club Brugge       | 1 | 1 | 0 |    |   |
| Jesper Olsen         | 1961-03-20 | Næstved IF        | 1 | 0 | 0 |    |   |
| Klaus Berggreen      | 1958-02-03 | Lyngby BK         | 1 | 0 | 0 |    |   |
| Bjarne Pettersson    | 1952-02-26 | Herfølge BK       | 1 | 0 | 0 |    |   |
| Ole Skouboe          | 1949-09-06 | Kolding FC        | 1 | 0 | 0 |    |   |
| Thomas Larsen        | 1954-02-11 | Boldklubben 1903  | 0 | 2 | 0 |    |   |
| Johnny Jacobsen      | 1955-11-19 | Feyenoord         | 0 | 1 | 0 |    |   |
| Michael Schäfer      | 1959-01-25 | Lyngby BK         | 0 | 1 | 0 |    |   |
| Aanval               |            |                   |   |   |   |    |   |
| Lars Bastrup         | 1955-07-31 | Aarhus GF         | 8 | 1 | 2 |    |   |
| Preben Elkjær Larsen | 1957-09-11 | KSC Lokeren       | 6 | 0 | 2 |    |   |
| Allan Simonsen       | 1952-12-15 | FC Barcelona      | 5 | 0 | 2 |    |   |
| Henning Jensen       | 1949-08-17 | Ajax Amsterdam    | 3 | 0 | 0 |    |   |
| Benny Nielsen        | 1951-03-17 | RSC Anderlecht    | 1 | 3 | 1 |    |   |
| Kenneth Brylle       | 1959-05-22 | RSC Anderlecht    | 0 | 1 | 0 |    |   |
| Ulrich Thychosen     | 1956-07-18 | Vejle BK          | 0 | 1 | 0 |    |   |